# 临漳临英扒兔
临漳临英扒兔又称临漳扒兔，是河北邯郸市本地特色的肉食小吃之一，与其他的邯郸菜系，构成了邯郸十大名小吃。临漳县制作扒兔的历史十分悠久，由于地理条件适宜，非常适合饲养獭兔，也为制作扒兔提供了便利。

## 作法
制作扒兔首先是选好生长半年时期的活泼无病的獭兔，加上丁香、桂皮、玉果、肉蔻等数十种名贵作料和配料，再用素油烹炸，稳火蒸煮，直到兔肉五香、脱骨肉烂为止。临漳扒兔味道鲜美，含有高蛋白、低脂肪，远销海外。。